# Тривалість польоту
В авіації тривалість польоту визначається як час проведений у повітрі протягом рейсу. Існує чотири категорії: короткотривалі, середньотривалі, довготривалі та надтривалі. В контексті літаків використовуються відповідні прикметники: ближньомагістральний (або місцевий), середньомагістральний та дальньомагістральний.

## Відмінності

### Абсолютна відстань vs. тривалості польоту

Авіамаршрут між Сан-Франциско та Токіо, що прямує найбільш прямим великим колом на захід (зверху) та прямуючий довготривалішим маршрутом уздовж повітряної течії (знизу) у польоті на схід

Польоти зазвичай планують так, щоб максимально спрямити маршрут і скоротити тривалість польоту. Для довготермінових польотів найбільш прямим маршрутом буде політ по великому колу уздовж діаметра Землі. Наприклад, повітряне судно здійснює міжконтинентальній переліт на захід у північній півкулі здебільшого прямує північніше біля або через Арктику. На карті загальної проєкції планети визначений маршрут виглядає кривим і здається довшим, чим ж насправді. Відстань по великому колу між аеропортами у такому випадку надає краще розуміння найкоротшої тривалості польоту.
Однак маршрут польоту повинен враховувати погодні умови, повітряні потоки і зважати на паливну ефективність. Довготерміновий політ у східному напрямку часто відбувається довшим ніж велике коло південнішим маршрутом з метою використання повітряного потоку, висотного вітру, що дозволить літаку покрити абсолютну довшу відстань, використовуючи менше пального, ніж на прямішому маршруті.

### Час в повітрі vs. часових зон на землі
Час на землі визначається відповідно до часової зони. Політ у західному напряму, або «гонитва за сонцем», стає довшим і навпаки політ у східному напрямку скорочується в розумінні показів годинника. Це не матиме значення для визначення довготривалості польоту.
Однак деякі східноспрямовані рейси над Лінією зміни дати, наприклад, Гавайські авіалінії рейс 452 з Сіднею до Гонолулу прибуде, в узгодженні з часовими поясами, раніше вильоту. Подорожуючи в протилежному напрямі, літаки в цьому рейсі прибувають наступного дня.

## Категорії

### Короткотривалі рейси

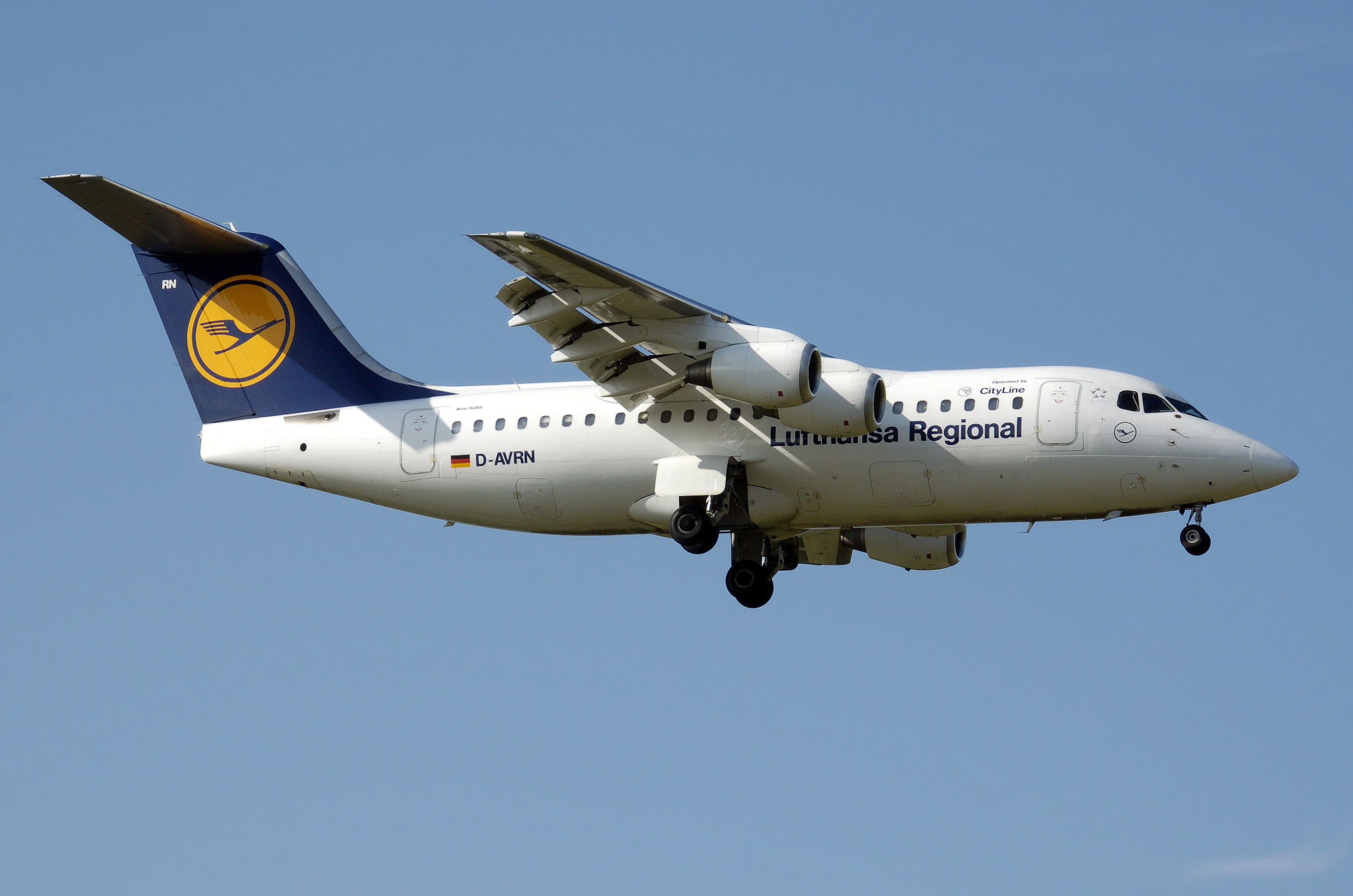
Регіональний Lufthansa Regional CityLine Avro RJ85 є типовим короткотривалим (ближньомагістральним) літаком

Авіалінії по-різному визначають поняття короткотривалого рейсу авіакомпанія Thomas Cook визначає як політ, що займає менше трьох годин до завершення. Короткотривалий рейс у розумінні Cathay Pacific може бути політ між Гонгконгом і Тайбеєм або Манілою. Для Etihad короткотривалим рейсом є політ з ОАЕ до Індії. У Великій Британії Королівською Скарбницею стягується пасажирський збір на всі рейси залежно від відстані. Скарбниця визначає короткотерміновими рейси з абсолютною дальністю до 3200 км. Більшість місцевих рейсів (де аеропорт відправлення і прибуття знаходяться в одній країні) є короткотривалим.
Найкоротшим у світі комерційним рейсом є політ між Вестрей і Папа Вейстрей. Віддаль становить 2,8 км і планова тривалість рейсу включно з рулюванням складає 2 хвилини.

### Середньотривалі рейси

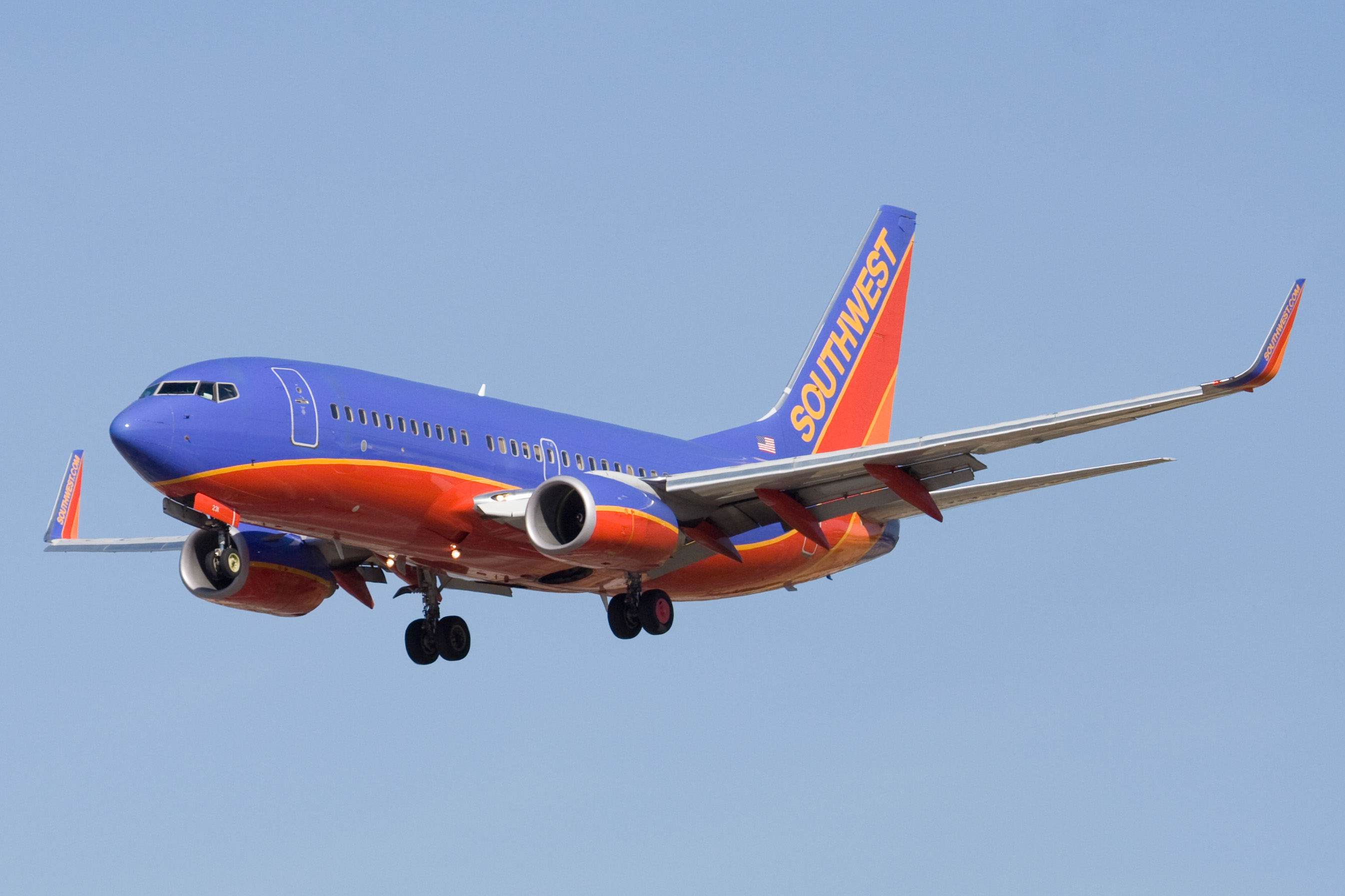
Boeing 737-700, типово середньомагістральний літак для середньотривалих рейсів

Середньотривалий рейс триває від трьох до шести годин і переважно здійснюється бортами типу Airbus A320, Airbus A321, Airbus A319, Airbus A318, Boeing 737-Х00, Boeing 757-200, -300. Прикладом середньотривалого рейсу є політ між Великою Британією та Єгиптом, який триває 5,5 год. Місцеві рейси теж можуть бути середньотривалими у великих країнах; польоти між західним і східним узбережжям США також триває біля 5 з половиною годин.

### Довготривалі рейси
Довготермінові рейси тривають від 6 до 12 годин і зазвичай здійснюються широкофюзеляжними бортами на прикладі Airbus A330, Airbus A340, Airbus A350, Airbus A380, Boeing 747, Boeing 767, Boeing 777 та Boeing 787. Довжина польоту типово складає шість з половиною годин і часто такий рейс є безпересадковим. Лише декілька видів літаків, наприклад  Boeing 757, спроможні здійснити довготривалі рейси. Ці борти зазвичай використовуються на другорядних трансатлантичних рейсах. Внутрішні рейси можуть бути довготривалими у великих країнах, наприклад, між Москвою та Далеким Сходом Росії (Владивосток чи Петропавловськ-Камчатський), а також між Нью-Йорком і Гаваями.

### Надтривалі рейси

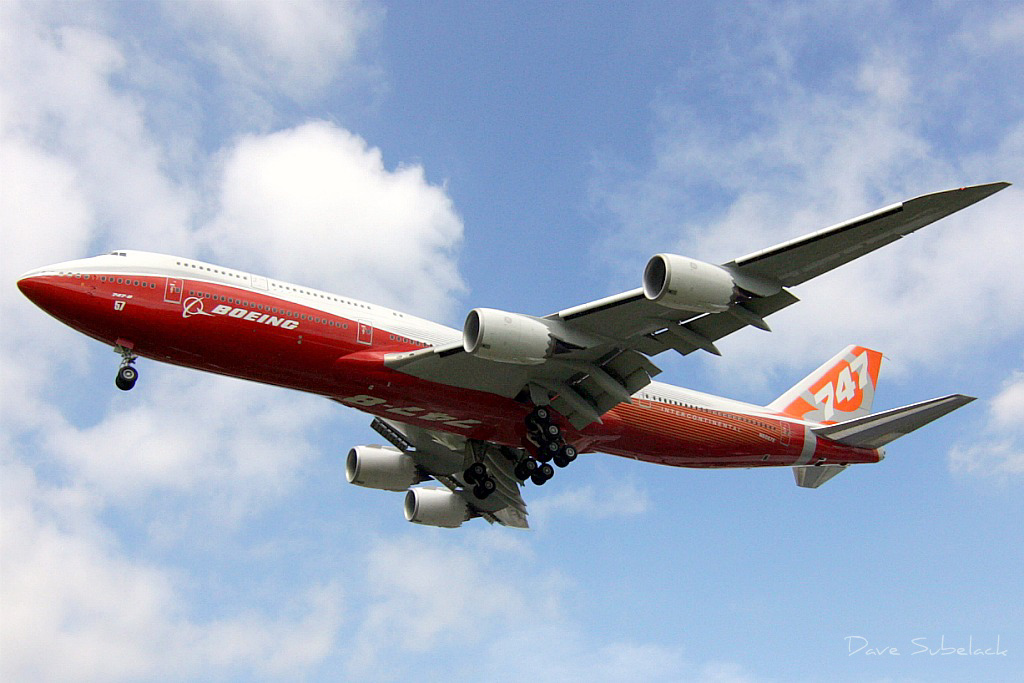
Boeing 747-8, другий в світі за величиною після Airbus A380 дальномагістральний лайнер

Надтривалі рейси головним чином виконуються дальномагістральною авіацією у вигляді Boeing 777-200LR, Boeing 787-9, Airbus A340-500, Airbus A350-900 та Airbus A380-800, наприклад з Дубаю в Окленд чи в Лос-Анжелес авіакомпанією Emirates на Airbus A380-800. Ці рейси оперують на відстанях, гранично досяжних для комерційних літаків, триваючи понад 12 годин і є також безпересадний. Один з найтриваліших рейсів цієї категорії ― Emirates 448/449 з Дубаю в Окленд (DXB-AKL) ― виконується Airbus A380-800. Рейс триває 17 годин і 15 хвилин у західному напрямку і становить відстань приблизно 14 210 км. Щоденний рейс відправляється з Окленда о 9:30 і прибуває в Дубай 5:45. Зворотний рейс вирушає з Дубаю о 10:05 і прибуває в Окленд об 11:00 наступного дня.

## Поклики
1. ↑  Dik A. Daso Doolittle: Aerospace Visionary 2003 - Page 116  "While flying west, a pilot actually lengthens her day by “chasing the sun.” Hence, there are effectively three hours more daylight than darkness on this east-to-west flight. "
2. ↑  Eaves, Matthew (2008). How to Survive a Long Haul Flight. London: Mandival. ISBN 978-0-9559844-0-2.
3. ↑  Online Flight Booking - Airfare - Hong Kong - Cathay Pacific. Cathay Pacific. Архів оригіналу за 6 червня 2013. Процитовано 2 грудня 2016.
4. ↑  Flight Time from JFK to LAX. Архів оригіналу за 4 листопада 2016. Процитовано 2 грудня 2016.
5. ↑  Amol. Emirates to fly Airbus A380 to LAX from December 2, 2013. Travel Codex. Архів оригіналу за 9 липня 2014. Процитовано 2 грудня 2016. [Архівовано 2014-07-09 у Wayback Machine.]
6. ↑  Sandilands, Ben. Emirates comes in fast with world’s longest flight to Auckland. Crikey. PRIVATE MEDIA OPERATIONS PTY LTD. Архів оригіналу за 1 лютого 2016. Процитовано 29 січня 2016. [Архівовано 2016-02-01 у Wayback Machine.]